# Conflicto (telenovela)
Conflicto é uma telenovela mexicana, produzida pela Televisa e exibida em 1961 pelo Telesistema Mexicano.

## Elenco
- Carmen Molina ... Rosa
- Alejandro Ciangherotti
- Nicolás Rodríguez
- Maruja Grifell
- Freddy Fernández
- Jacqueline Andere